# Muhammad I di Corasmia
Qutb ad-Din Muhammad (in persiano قطب الدين محمد‎; nome completo: Qutb ad-Dunya wa ad-Din Abul-Fath Muhammad Arslantegin ibn Anushtegin) (... – 1127) è stato il primo Scià dell'Impero corasmio, dal 1097 al 1127.
Era il figlio di Anushtegin Gharchai della dinastia anushtiginide.

## Biografia
Intorno al 1097, Qutb al-Din Muhammad fu nominato governatore della Corasmia dal comandante militare del sultano selgiuchide Barkiyaruq, Habashi ibn Altun-Taq. Habashi aveva appena represso una rivolta di due emiri selgiuchidi, Qodun e Yaruq-Tash, che avevano ucciso il precedente governatore di Corasmia, Ekinchi, e volevano governare la provincia da soli. Qutb al-Din Muhammad quindi prese il controllo della Corasmia e fermò un tentativo del figlio di Ekinchi, Toghril-Tegin, di prendere il controllo della regione.
Durante la sua vita, Qutb al-Din Muhammad rimase fedele al sovrano selgiuchide del Grande Khorasan, Ahmad Sanjar. Nel 1113 o 1114 aiutò un altro vassallo selgiuchide, il karakhanide Arslan Khan, a soffocare il tumulto causato dalle classi religiose scontente del suo regno. Partecipò anche alla campagna militare di Sanjar contro il Grande Selgiuchide Mahmud II, che governò l'Iran occidentale e l'Iraq, nel 1119.
Qutb al-Din Muhammad morì nel 1127 e gli succedette il figlio Atsïz.